# Frank S. Black
Frank Swett Black (Limington, 8 marzo 1853 – Troy, 22 marzo 1913) è stato un politico statunitense, governatore dello stato di New York tra il 1897 e il 1898.

## Biografia
Lavorò come giornalista per il Johnstown Journal e poi, licenziato da questo, per il Troy Whig e il Troy Times. Dopo essersi laureato in giurisprudenza, entrò alla Camera dei Rappresentanti come Repubblicano nel 1895, dimettendosi nel 1897, dopo essere stato eletto governatore di New York. Alla scadenza dei due anni di mandato cercò di farsi ricandidare, ma fu sconfitto, all'interno del suo stesso partito, da Theodore Roosevelt. In seguito riprese a lavorare da avvocato.